# Basilika Maria Königin der Apostel (Yaoundé)

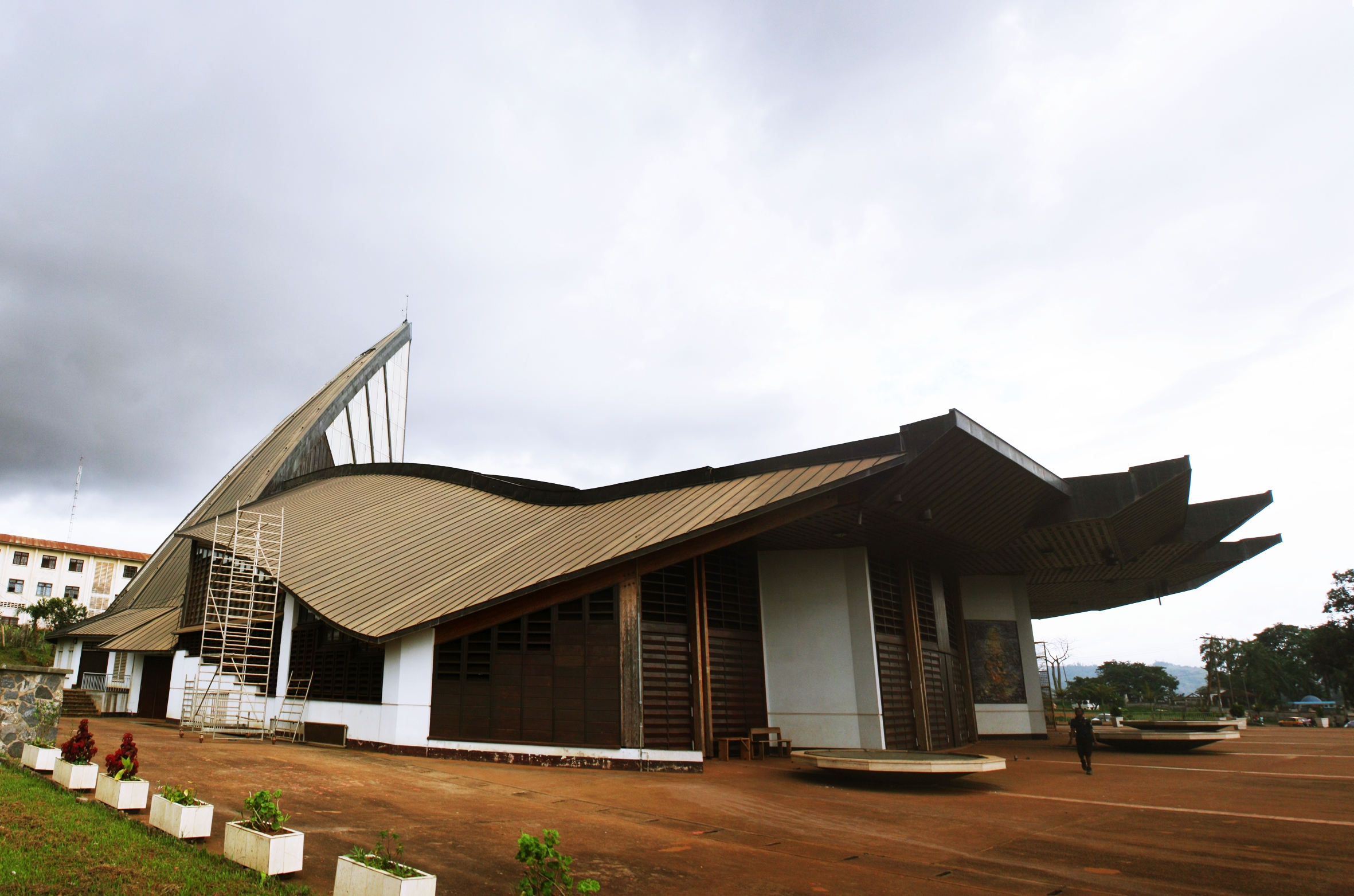
Außenansicht der Basilika

Die Basilika Maria Königin der Apostel (englisch Mary Queen of the Apostles Basilica, französisch Basilique Marie-Reine-des-apôtres) oder Basilika von Mvolyé (Basilique de Mvolyé) ist eine römisch-katholische Kirche in Jaunde, der Hauptstadt Kameruns. Die zum Erzbistum Yaoundé gehörende Kirche liegt am Südrand der Stadt auf dem Hügel Mvolyé. Sie steht unter dem Patrozinium Mariens und trägt den Titel einer Basilica minor.

## Geschichte
Am 20. Juli 1890 wurde in der deutschen Kolonie Kamerun eine Apostolische Präfektur gegründet, bereits im Oktober erreichten die katholischen Missionare des Pallottinerordens mit Pater Heinrich Vieter als Leiter das Land. Am 13. Februar 1901 betraten die aus Deutschland gekommenen Missionare den Hügel Mfoundi zum ersten Mal. Nach ihrer Ankunft in Jaunde begannen sie dort das Werk der Evangelisierung mit dem Bau vieler Kirchengebäude. Sie erhielten dazu auch das Anwesen auf dem Hügel Mvolyé von Charles Atangana, worauf Vater Vieter entschied, die erste katholische Mission in Jaunde zu gründen. Am 22. Januar 1905 wurde die Mvolyé Mission zum Sitz des neuen Apostolischen Vikariats für Kamerun und Monsignore Vieter wurde zum Titularbischof geweiht.
In den Jahren 1923 bis 1927 wurde die Kathedrale von Mvolyé mit dem Patrozinium des Heiligen Geistes unter Leitung der Spiritaner errichtet. Nachdem sie drohte in Trümmer zu fallen, wurde im Jahr 1990 auf Anweisung von Jean Zoa, Erzbischof von Yaounde, der Bau eines Marienheiligtums mit der Grundsteinlegung am 15. August 1990 begonnen. Die Weihe der neuen Kirche Maria Königin der Apostel fand am 10. Dezember 2006 in Anwesenheit von Kardinal Jean-Louis Tauran statt, in der die Kirche durch das Legat von Papst Benedikt XVI. vom 2. März 2006 zur ersten Basilica minor Zentralafrikas erhoben wurde.

## Innenraum

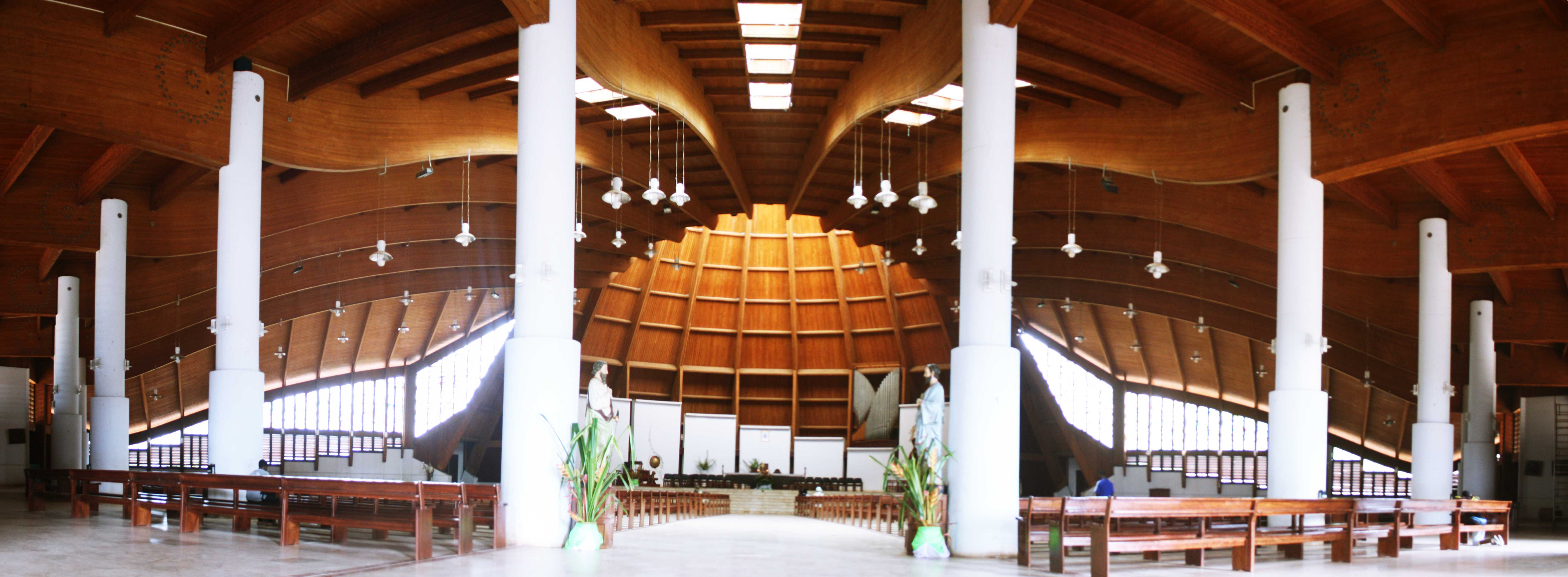
Innenraum der Basilika

Aufbauend auf 12 Säulen, die die 12 Apostel symbolisieren, hat die Basilika eine Höhe von 32 Metern und eine Breite von 75 Meter. Sie bietet damit Raum für etwa 4000 Sitzplätze. Der Bau besteht aus einer subtilen Mischung aus Stein, Metall und Holz, es wurden die heimischen Hölzer Bubinga und Moabi verwendet. Die Errichtung erfolgte in Zusammenarbeit mit den Fähigkeiten der verschiedenen ethnischen Gruppen in Kamerun. Die Glasmalereien von Henri Guerin in Pastell und hellen Farben bilden ein Fresco von 100 m². Zur Ausstattung gehört der Sakramententisch, der in Zusammenarbeit mit dem Centre Nina in Mbalmayo geschaffen wurde. Die Schwarze Madonna mit einer Höhe von 3,50 Meter ist aus dem Holz des heiligen Baumes von Nkong Ondoa, der Altar besteht aus Granit vom Akok Bekoe. Die Christusfigur und der Tabernakel sind aus Bronze in der Technik der Bamun gefertigt.

## Patrozinium
Königin der Apostel ist einer der Ehrentitel Mariens und wurde auch zur Schutzpatronin der Pallotinerobergesellschaft Vereinigung des Katholischen Apostolates gewählt.

## Papstbesuch
Auf seiner ersten Auslandsreise des Jahres 2009 besuchte Papst Benedikt XVI. für vier Tage Jaunde. Er zelebrierte am 18. März 2009 in der Basilika eine Vesper mit Bischöfen, Priestern, Ordensleuten, Diakonen, den Vertretern kirchlicher Bewegungen und anderer christlicher Konfessionen Kameruns.